# Listă de conducători de stat din 1882
1878 - 1879 - 1880 - 1881 - 1882 - 1883 - 1884 - 1885 - 1886
Aceasta este o listă a conducătorilor de stat din anul 1882:

## Europa
- Anglia: Victoria (regină din dinastia de Hanovra, 1837-1901)
- Austria: Francisc Iosif (împărat din dinastia de Habsburg-Lorena, 1848-1916; totodată, rege al Cehiei, 1848-1916; totodată, rege al Ungariei, 1848/1867-1916)
- Bavaria: Ludovic al II-lea (Otto Frederic Wilhelm) (rege din dinastia de Wittelsbach, 1864-1886)
- Belgia: Leopold al II-lea (rege din dinastia Saxa-Coburg, 1865-1909)
- Bulgaria: Alexandru I (cneaz din dinastia Battenberg, 1879-1886)
- Cehia: Francisc Iosif (rege din dinastia de Habsburg-Lorena, 1848-1916; totodată, împărat al Austriei, 1848-1916; totodată, rege al Ungariei, 1848/1867-1916)
- Danemarca: Christian al IX-lea (rege din dinastia de Glucksburg, 1863-1906)
- Elveția: Simon Bavier (președinte, 1882)
- Franța: Jules Paul Grevy (președinte, 1879-1887)
- Germania: Wilhelm I (împărat din dinastia de Hohenzollern, 1871-1888; anterior, rege al Germaniei, 1861-1871)
- Grecia: George I (rege din dinastia Glucksburg, 1863-1913)
- Imperiul otoman: Abdul-Hamid al II-lea (sultan din dinastia Osmană, 1876-1909)
- Italia: Umberto I (rege din dinastia de Savoia, 1878-1900)
- Liechtenstein: Johannes al II-lea cel Bun (principe, 1858-1929)
- Luxemburg: Wilhelm al III-lea (mare duce din dinastia de Orania-Nassau, 1849-1890; totodată, rege al Olandei, 1849-1890)
- Monaco: Carol al III-lea (principe, 1856-1889)
- Muntenegru: Nicolae (principe din dinastia Petrovic-Njegos, 1860-1918; rege, din 1910)
- Olanda: Wilhelm al III-lea (rege din dinastia de Orania-Nassau, 1849-1890; totodată, mare duce de Luxemburg, 1849-1890)
- Portugalia: Luis I (rege din dinastia de Braganca-Saxa-Coburg-Gotha-Kohary, 1861-1889)
- România: Carol I (domnitor din dinastia Hohenzollern-Sigmaringen, 1866-1914; rege, din 1881)
- Rusia: Alexandru al III-lea Aleksandrovici (împărat din dinastia Romanov-Holstein-Gottorp, 1881-1894)
- Saxonia: Albert Frederic August (Anton Ferdinand Josef Karl Marie Baptist Nepomuk Wilhelm Xaver Georg Fidelis) (rege din dinastia de Wettin, 1873-1902)
- Serbia: Milan al IV-lea (I) (principe din dinastia Obrenovic, 1868-1889; rege, din 1882)
- Spania: Alfonso al XII-lea (rege din dinastia de Bourbon, 1874-1885)
- Statul papal: Leon al XIII-lea (papă, 1878-1903)
- Suedia: Oskar al II-lea (rege din dinastia Bernadotte, 1872-1907)
- Ungaria: Francisc Iosif (rege din dinastia de Habsburg-Lorena, 1848/1867-1916; totodată, împărat al Austriei, 1848-1916; totodată, rege al Cehiei, 1848-1916)

## Africa
- Așanti: Mensa Bonsu (așantehene, 1874-1884)
- Bagirmi: Abd ar-Rahman al III-lea Gauranga al II-lea (mbang, 1871-1918)
- Barotse: Lubosi (Lewanika) (litunga, 1878-1884, 1885-1916)
- Benin: Adolo (obba, cca. 1850-1888)
- Buganda: Mutesa I (Mukabaya) (kabaka, 1856-1884)
- Bunyoro: Chwa al II-lea (Kabarega) (mukama, 1869-1899)
- Burundi: Mwezi al IV-lea Gisaabo (mwami din a patra dinastie, 1852-1908)
- Dahomey: Gelele (rege, 1858-1889)
- Egipt: Muhammad Tevfik (vicerege, 1870-1892)
- Ethiopia: Yohannes al IV-lea (împărat, 1872-1889)
- Imerina: Ranavalona a II-a (regină, 1868-1883)
- Imperiul otoman: Abdul-Hamid al II-lea (sultan din dinastia Osmană, 1876-1909)
- Kanem-Bornu: Bukar Kura ibn Umar (șeic din dinastia Kanembu, 1880-1884)
- Lesotho: Letsie (rege, 1870-1891)
- Liberia: Anthony William Gardiner (președinte, 1878-1883)
- Lunda: Mbumba (așantehene, 1874-1883)
- Maroc: Moulay Hassan I ibn Mohammed (sultan din dinastia Alaouită, 1873-1894)
- Munhumutapa: Dzuda (rege din dinastia Munhumutapa, 1870-1887)
- Oyo: Adeyemi I (rege, 1876-1905)
- Rwanda: Kigeri al IV-lea Rwaabugiri (rege, cca. 1865-1895)
- Swaziland: Mbandzeni (Dlamini al IV-lea) (rege din clanul Ngwane, 1874-1889)
- Tunisia: Muhammad al III-lea ibn Hussein as-Sadik (bey din dinastia Husseinizilor, 1859-1882) și Ali al III-lea ibn Hussein Muddat (bey din dinastia Husseinizilor, 1882-1902)
- Wadai: Iusuf (sultan, 1874-1898)
- Zanzibar: Bargaș ibn Said (sultan din dinastia Bu Said, 1870-1888)

## Asia

### Orientul Apropiat
- Afghanistan: Muhammad Ayyub Khan (pretendent, 1880-1887) și Abd ar-Rahman Khan (suveran din dinastia Barakzay, 1880-1901)
- Arabia: Abdallah al III-lea ibn Faisal (imam din dinastia Saudiților/Wahhabiților, 1865-1871, 1871-1873, 1876-1885, 1889)
- Bahrain: Isa I ibn Ali (emir din dinastia al-Khalifah, 1869-1923)
- Iran: Nasir ad-Din (șah din dinastia Kajarilor, 1848-1896)
- Imperiul otoman: Abdul-Hamid al II-lea (sultan din dinastia Osmană, 1876-1909)
- Kuwait: Abdullah al II-lea ibn Sabbah (emir din dinastia as-Sabbah, 1866-1892)
- Oman: Turki ibn Said (imam din dinastia Bu Said, 1870-1888)
- Qatar: Ahmad I ibn Muhammad (emir din dinastia at-Thani, 1876-1905)
- Yemen, statul Sanaa: al-Mansur Muhammad (imam, 1853-1890)

### Orientul Îndepărtat
- Atjeh: Muhammad Daud Șah (sultan, 1874-1903)
- Birmania, statul Toungoo: Thibaw (rege din dinastia Alaungpaya, 1878-1885)
- Brunei: Abdul Mumin (sultan, 1852-1885)
- Cambodgea: Preah Ang Reachea Vodey Preah Norodom Borommo Ream Teneavottana (rege, 1860-1904)
- China: Dezong (Zaitian) (împărat din dinastia manciuriană Qing, 1875-1908)
- Coreea, statul Choson: Kojong (Yi Hyong) (rege din dinastia Yi, 1864-1907; împărat, din 1897)
- India: George Frederick Samuel Robinson (guvernator general, 1880-1884)
- Japonia: Meiji (împărat, 1868-1912)
- Laos, statul Champassak: Chao Kham Suk (Yutti Thammathone al II-lea) (1863-1893/1900)
- Laosul superior: Un Kham (rege, 1870-1888)
- Maldive: Imad ad-Din Muhammad al III-lea (sultan, 1834-1882) și Nur ad-Din Ibrahim (sultan, 1882-1886, 1888-1892)
- Mataram (Jogjakarta): Abd ar-Rahman Amangkubowono al VII-lea (Angabehi) (sultan, 1877-1921)
- Mataram (Surakarta): Pakubuwono al IX-lea (Bangun Kadaton) (sultan, 1861-1893)
- Nepal, statul Gurkha: Prithvi Bir Bikram Șamșir Jang Bahadur Șah (rege, 1881-1911)
- Rusia: Alexandru al III-lea Aleksandrovici (împărat din dinastia Romanov-Holstein-Gottorp, 1881-1894)
- Thailanda, statul Ayutthaya: Pra Chulachomklao (Chulalongkorn, Rama al V-lea) (rege din dinastia Chakri, 1868-1910)
- Tibet: nGag-dbang bLo-bzang Thub-ldan rgya-mtsho (dalai lama, 1876-1933)
- Tibet: Panchen dPal-ldan Ch'os-kyi gRags-pa (Chokye Trakpa) (panchen lama, 1857-1882)
- Vietnam: Tu Duc (Nguyen Duc-Tong) (împărat din dinastia Nguyen, 1848-1883)

## America
- Argentina: Julio Argentino Roca (președinte, 1880-1886, 1898-1904)
- Bolivia: Narcisio Campero (președinte, 1880-1884)
- Brazilia: Pedro al II-lea (împărat din dinastia de Braganca, 1831-1889)
- Canada: John Douglas Sutherland-Campbell (guvernator general, 1878-1883)
- Chile: Domingo Santa Maria (președinte, 1881-1886)
- Columbia: Rafael Nunez (președinte, 1880-1882, 1884-1886, 1888, 1892-1894), Francisco Javier Zaldua (președinte, 1882), Climaco Calderon (președinte, 1882) și Jose Eusebio Otalora (președinte, 1882-1884)
- Costa Rica: Salvador Lara Zamora (președinte, 1881-1882), Tomas Guardia Gutierrez (președinte, 1870-1876, 1877-1881, 1882) și Prospero Fernandez Oreamuno (președinte, 1882-1885)
- Republica Dominicană: Fernando Arturo de Merino (președinte, 1880-1882) și Ulises Heureaux (președinte, 1882-1884, 1887-1899)
- Ecuador: Ignacio de Veintemilla (președinte, 1876-1883; dictator, din 1883)
- El Salvador: Rafael Zaldivar y Lazo (președinte, 1876-1884, 1884-1885)
- Guatemala: Justo Rufino Barrios (președinte, 1873-1876, 1876-1882, 1883-1885) și Jose Maria Orantes (președinte, 1882-1883)
- Haiti: Etienne Felicite Salomon (președinte, 1879-1888)
- Honduras: Marco Aurelio de Soto (președinte, 1876-1883)
- Mexic: Manuel Gonzalez (președinte, 1880-1884)
- Nicaragua: Joaquin Zavala (președinte, 1879-1883)
- Paraguay: Bernardino Caballero (președinte, 1880-1886)
- Peru: Lisardo Montero (președinte, 1881-1883)
- Statele Unite ale Americii: Chester Allan Arthur (președinte, 1881-1885)
- Uruguay: Francisco Antonio Vidal (președinte, 1879, 1880-1882, 1886), Alberto Flangini (președinte, 1882) și Maximo Santos (președinte, 1882-1886, 1886)
- Venezuela: Antonio Guzman Blanco (președinte, 1870-1877, 1879-1884, 1886-1887)

## Oceania
- Hawaii: Kalakaua (David) (rege, 1874-1891)
- Noua Zeelandă: Arthur Charles Hamilton Gordon (guvernator, 1880-1882) și William Francis Drummond Jervois (guvernator, 1882-1889)
- Tonga: George Tupou I (rege, 1845-1893)